# 烏斯季堪察茨克區

烏斯季堪察茨克區在堪察加邊疆區的位置

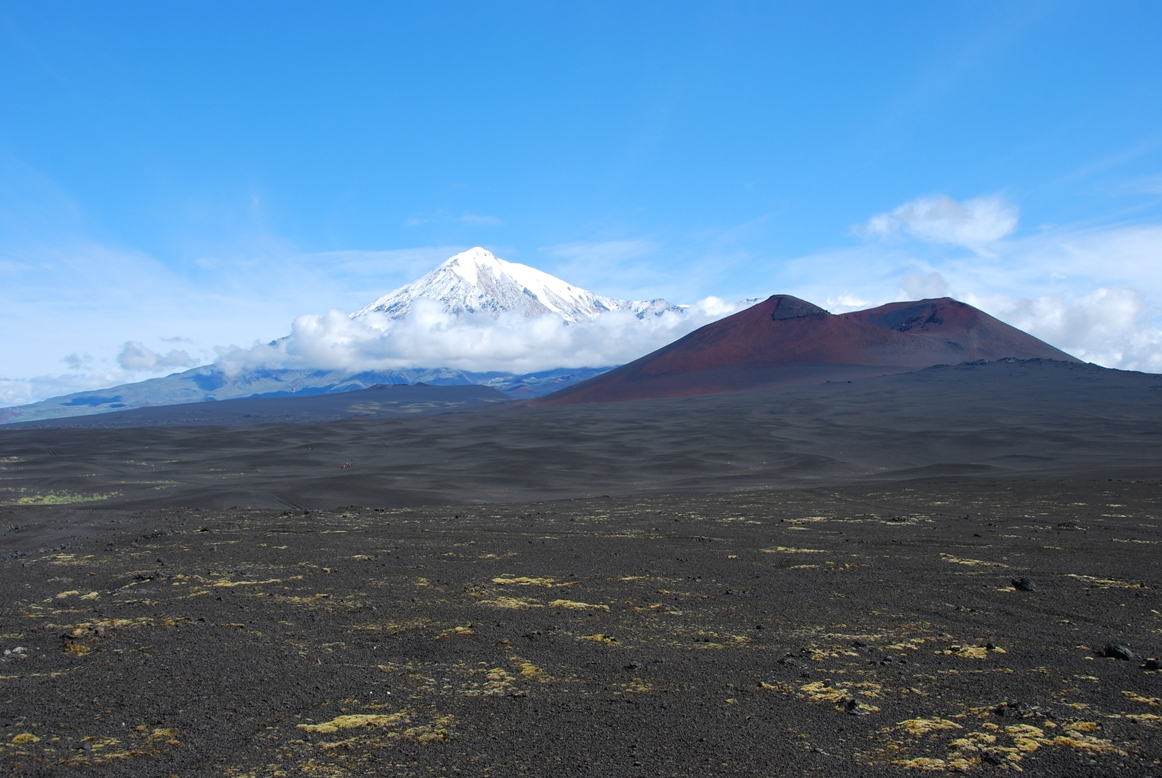
托爾巴奇克火山

56°13′39″N 162°28′41″E / 56.22750°N 162.47806°E
烏斯季堪察茨克區（俄语：Усть-Камчатский район），是俄羅斯堪察加邊疆區的一個區，位於堪察加半島，面積40,837平方公里，2010年人口11,744，人口密度每平方公里0.29人。